# Johann Matthias Gesner
Johann Matthias Gesner (ur. 9 kwietnia 1691 w Roth (Roth an der Rednitz), zm. 3 sierpnia 1761 w Getyndze) – pedagog, filolog literatury klasycznej i bibliotekarz.
Od 1730 do 1734 roku był rektorem Thomasschule w Lipsku (Leipzig). Po założeniu Uniwersytetu Georga-Augusta w 1734 roku w Getyndze został powołany na stanowisko profesora poezji i retoryki, jednocześnie otrzymał stanowisko uniwersyteckiego bibliotekarza. Jako wydawca klasycznych autorów był mało innowacyjny w swojej działalności, natomiast ze swoimi pomysłami reform nauczania w szkole i uniwersytecie należał do jednych z najbardziej czynnych prekursorów nowego humanizmu. W 1749 roku ukazało się jego największe dzieło czterotomowy słownik Novus Linguæ Et Eruditionis Romanæ Thesaurus, który jeszcze dzisiaj stanowi jedną z najważniejszych podstaw do zapoczątkowanego w 1900 roku wielkiego słownika języka łacińskiego „Monachijski Thesaurus” (Münchener Thesaurus).

## Życie i twórczość

### Dzieciństwo i szkolne lata weFrankonii
Johanes Matthias Gesner urodził się 9 kwietnia 1691 roku w Roth koło Norymbergi. Jego ojciec Johann Samuel Gesner (1661-1704) był tam jako kaznodzieja od 1687 roku, a zmarł gdy syn Johann Mathias miał 12 lat. Jego matka Maria Magdalena z domu Hußwedel (1670-1738) była córką rajcy Ansbach i pochodziła z jednej ze starych rodzin urzędniczych. Po śmierci męża opiekowała się dziewięciorgiem dzieci i w krótkim czasie poślubiła jego następcę na parafii Johanna Zuckermantela. Johann Zuckermantel bardzo szybko zauważył nadzwyczajne zdolności Johanna Mathiasa i poprzez prywatne nauczanie przygotował go do wstąpienia do gimnazjum. Jednak koszty kształcenia przerosły możliwości rodziny i Gesner był sponsorowany ze środków publicznych. Mieszkał w internacie dla ubogich uczniów, ale ze względu na jego uzdolnienia był wspierany przez ówczesnego rektora gimnazjum Georga Nikolausa Köhlera.

### Czas studiów w Jenie
W 1710 roku Gesner wstąpił na uniwersytet w Jenie. Dzięki interwencji Jakoba Friedricha Weihla otrzymał stypendium. Aby poprawić swoją sytuację finansową pisał okolicznościowe poematy (z okazji wesel lub urodzin). W 1712 roku zamieszkał u swego ulubionego nauczyciela teologa Johanna Franz Buddeusa, gdzie uczył jego syna. Buddeus był także tym, który stworzył mu dostęp do klasycznej filologii, a przez udostępnienie swojej biblioteki umożliwił samodzielne poszerzanie wykształcenia. W 1714 roku Gesner opublikował swoją pierwszą pacę filologiczną Philopatris dialogus Lucianeus, w której wykazał, że Philopatris nie jest napisana przez Lukiana z Samosat, ale w czasach cesarza Juliana Apostaty, czyli musiała powstać 200 lat wcześniej. Rok później ukazuje się Institutiones rei scholasticæ (Zasady pedagogiki), jego pierwsze praca pedagogiczne, w której przedstawia poglądy 17-wiecznych reformatorów szkolnictwa i swoje własne pomysły.

### Okres weimarski

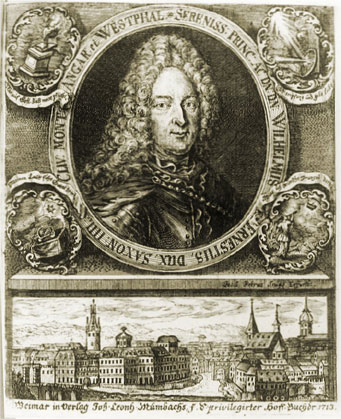
Wilhelm Ernst, Książę Saksonii-Weimaru-Eisenach

W 1715 roku za pośrednictwem Buddeusa Gesner otrzymał stanowisko konrektora w Wilhelm-Ernst-Gymnasium w Weimarze. Ożenił się w 1718 roku z Elisabeth Caritas (1695-1761) z domu Eberhard, córką pastora z pobliskiej miejscowości Gera (dzisiaj Geraberg). W 1719 roku przyszedł na świat ich pierwszy syn Carl Philipp (1719–1780), przyszły lekarz przyboczny i lekarz dworu saksońskiego. Urodzona w 1721 roku córka Elisabetha poślubiła później Johanna Jakoba Hubera, który pracował od 1739 do 1742 jako profesor nadzwyczajny anatomii na uniwersytecie w Getyndze, a w następnych latach jako przyboczny lekarz władcy Wilhelm VIII Heskiego w Kassel.
Obok działalności w gimnazjum Gesner był także administratorem książęcych zbiorów numizmatycznych i biblioteki – zwanej Zbiorem Schurzfleischa (Schurzfleisch Sammlung) a później Biblioteką Księżnej Anny Amalii (Herzogin-Anna-Amalia-Bibliothek). W ramach tej pracy w 1723 powstał dziewięciotomowy katalog imienny, przygotował katalog rzeczowy, dokonał remanentu biblioteki i sporządził drukowane sprawozdanie pt. Notitia Bibliothecæ Vimariæ praesertim Schurzfleischianæ.
Nominację na bibliotekarza zawdzięczał rekomendacji swojego protektora Buddeusa u marszałka dworu książęcego Friedricha Gotthilfa von Marschall, z którym wkrótce bardzo się zaprzyjaźnił i bywał u niego codziennie na obiadach, jak również spędzał wakacje w jego posiadłości w Oßmannstedt. Poprzez regularne obcowanie z marszałkiem nabył podstawową znajomość obowiązujących manier towarzyskich, co później kwalifikowało go do podjęcia reprezentacyjnych obowiązków. Podczas prawie 15-letniego pobytu w Weimarze napisał liczne teksty, między innymi Chrestomathia Ciceroniana (1717) i Chrestomathia Pliniana (1723), w których skomentował wybrane teksty z pism Cycerona i z Naturalis historia Pliniusza w zastosowaniu do nauki języka łacińskiego. Tutaj również Gesner poznał późniejszego kantora Jana Sebastiana Bacha.

### Pobyt w Ansbach
Po śmierci księcia Wilhelma Ernsta I w 1728 roku, jego następca bratanek Ernest August I pozbył się wszystkich, którzy mieli jakikolwiek wpływ za czasów panowania jego wujka. Urząd bibliotekarza stracił również Gesner. Zrezygnował on również z pełnienia funkcji konrektora w weimarskim gimnazjum i w czerwcu 1729 roku jako rektor wrócił na krótki czas do swojej byłej szkoły w Ansbach.

### Jako rektor Thomasschule w Lipsku
Po śmierci rektora lipskiej Thomasschule Johanna Heinricha Ernestia w październiku 1729 roku, Gesner został powołany na to stanowisko jako jego następca. Ernesti posiadał od 1680 roku katedrę na uniwersytecie w Lipsku, a w 1684 roku otrzymał funkcję rektora w Thomasschule. Większą wagę przywiązywał do nauczania akademickiego niż do nauczania szkolnego.
Gdy Gesner przyjął urząd rektora w lipcu 1730 roku zastał szkołę w nie najlepszej kondycji. Zreformował porządek szkolny, troszczył się o regularne zajęcia lekcyjne i odnowił plan nauczania. Kompozytor Jan Sebastian Bach, któremu w ramach urzędu kantora miasta Lipsk podlegała także nauka muzyki w Thomasschule miał z poprzednikiem Gesnera wiele trudnych przepraw, na wiadomość, że nowym rektorem będzie Gesner, miał wykrzyknąć „Teraz będzie wszystko dobrze!”. Później poświęcił mu kanon na 2 głosy (BWV 1075). Gesner, który podziwiał Bacha i jego muzykę, zabiegał z sukcesem o lepsze jego wynagrodzenie i zbudował mu trwały pomnik w jednym ze swoich komentarzy do Quintilians Institutio oratoria. We fragmencie, w którym chwalona jest wszechstronność lutnika robi taki dopisek „Oh Kwintylianie! Mógłbyś zmartwychwstać i zobaczyć naszego Bacha, wtedy uznałbyś tamtą za bez znaczenia!”.
Natomiast stosunki Gesnera z profesorami uniwersytetu w Lipsku ukształtowały się od początku źle. Z zazdrości o jego wysokie poważanie w ratuszu miejskim nie wydali Gesnerowi zgody na nauczanie i postarali się o to, żeby już po czteroletniej działalności odszedł z Lipska.

### Praca Gesnera w Getyndze

#### Założenie uniwersytetu w Getyndze

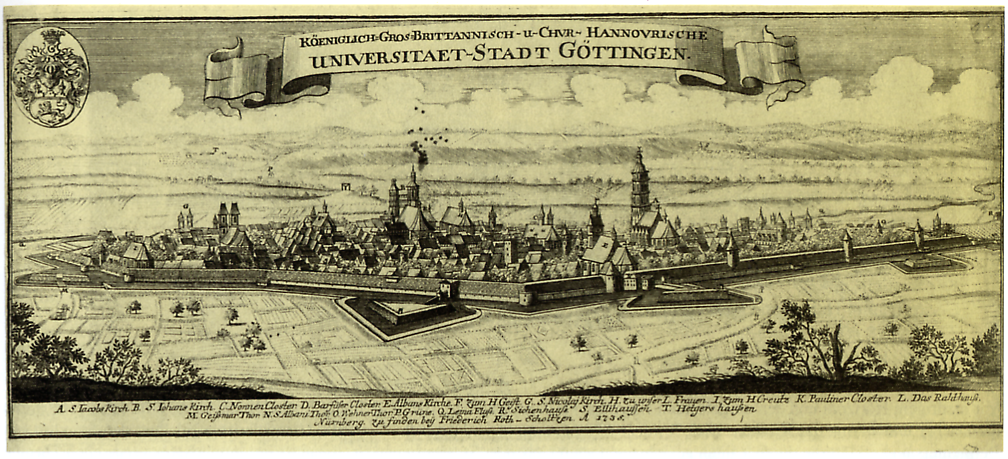
Göttingen – Widok na miasto od południowo-wschodniej strony – miedzioryt z 1735 rohu. Wstęga z napisem podkreśla nowe znaczenie miasta po założeniu uniwersytetu w poprzednim roku.

W 1734 roku odbył się pierwszy wykład w Getyndze. Było karkołomnym przedsięwzięciem, założenie uniwersytetu w mało znaczącym mieście, które w dodatku jeszcze odczuwało skutki wojny trzydziestoletniej. Ten ambitny projekt mógł się powieść, jeśli zaraz na początku pozyskaliby uczonych z nadzwyczajną reputacją. Aby osiągnąć ten cel musieli w Getyndze stworzyć warunku pracy, które z punktu widzenia możliwych kandydatów byłyby wystarczająco atrakcyjne, aby udać się w drogę do prowincjonalnego miasta prawie z tysiącem zniszczonych domów. Gerlach Adolph von Münchhausen (1688–1770), minister króla Jerzego II Hanowerskiego, który rządził w unii personalnej elektoratem hanowerskim z Londynu z Wielkiej Brytanii, był inspiratorem założenia uniwersytetu i jego pierwszym kuratorem i mecenasem. Münchhausen wiedział, że z rozmachem wyposażona biblioteka uniwersytecka jest kluczem, do sprowadzenia znanych uczonych. Dlatego przekazał do niej 708 tomów z biblioteki gimnazjum w Getyndze oraz dalsze 2.154 tomów z duplikatów biblioteki królewskiej w Hanowerze, w tym wiele edycji antycznych klasyków. Jednakże decydującym sukcesem było przekonanie spadkobierców zmarłego w 1724 roku hanowerskiego męża stanu Joachima Heinricha von Bülow do ofiarowania znanej i kosztownej prywatnej biblioteki dla nowego uniwersytetu. Jedynym ich warunkiem było, że biblioteka będzie nosić nazwę „Bibliotheca Buloviana”, z której w następnych stuleciach zrezygnowano. Mimo wszystko wartość biblioteki w dużej mierze zależała od tego jak dalece zdolnego i zaangażowanego dyrektora udało się Münchhausenowi powołać do jej dokończenia, pielęgnacji i dalszej rozbudowy.

#### Powołanie na uniwersytet w Getyndze

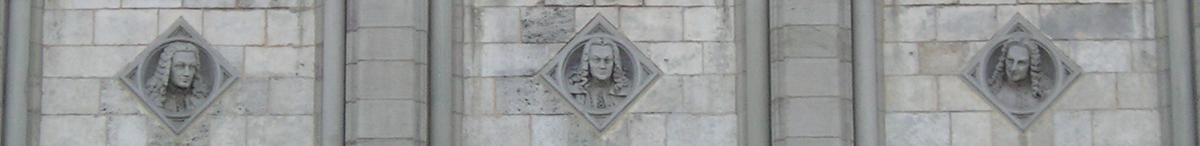
Głowy Hallera, Gesnera und Mosheima (od lewej do prawej) na przedniej fasadzie budynku audytorium ukończonego w 1866 roku w Getyndze

Odpowiedniego kandydata na to stanowisko znalazł Münchhausen w osobie Gesnera, którego dotychczasowe życie w dużej mierze było wypełnione miłością do książek. Gesner został pierwszym profesorem i w 1734 roku przybył do Getyngi. Chociaż oprócz Gesnera przyszli na uniwersytet kolejni uczeni z dużą reputacją, tacy jak teolog Johann Lorenz von Mosheim, botanik i poeta Albrecht von Haller, to w początkowym okresie działalności młodego uniwersytetu brakowało jeszcze wystarczającej ilości zamożnych studentów.
Dlatego Gesner w rok po swoim przybyciu do Getyngi zredagował w porozumieniu z Münchhausena pewien anonim, w formie listu do angielskiego barona pt. Epistola praesentem Academiæ Gottingensis statum exhibens, w którym ze wszech sił wychwalał uniwersytet w Getyndze. Napisana w eleganckiej łacinie rozprawa naukowa chwali oprócz biblioteki szczególnie hipodrom i służyła powstaniu idealnego wyobrażenia dla młodych szlachciców, którzy byli znani nie tylko z zamiłowania do jazdy na koniach i szermierki, lecz także jako mający możliwości płatnicze. Autorstwo Gesnera udowodnione zostało dopiero po odnalezieniu ręcznego szkicu anonimu w 1922 roku. Jego cel, podobnie jak kolejnego pisma z 1736 roku przyniósł oczekiwane wyniki. Jeszcze przez wiele lat po śmierci Gesnera uniwersytet w Getyndze był znany z dużej ilości studentów z rodzin szlacheckich.
W pierwszym roku swojej pracy w Getyndze opublikował w wydawnictwie Abrahama Vandenhoeck swoją pierwszą edycję łacińskich klasyków Scriptores rei rusticæ (1735). W przeciwieństwie do innowacji współczesnego mu angielskiego filologa literatury starożytnej Richarda Bentleya dwutomowe dzieło Gesnera pozostaje z dzisiejszego punktu widzenia typowym dzieckiem swoich czasów. Wypełnione barokowymi uczonościami dzieło Gesnera nie dorównuje pracy Bentleya.

#### Dyrektor biblioteki

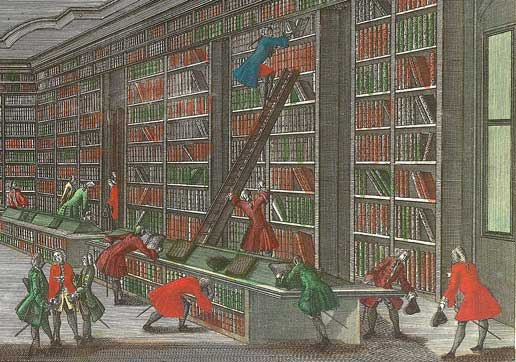
Scena z sali biblioteki Bibliotheca Buloviana 1750

W okresie założenia uniwersytetu, była prywatna biblioteka Bülowa licząca prawie 9.000 tomów druków, różnych rękopisów i około 2.000 map i tabel stanowiła prawie trzy czwarte zbiorów biblioteki uniwersyteckiej w Getyndze. Idea kontynuacji powiększania i sensownego uzupełnienia jej stanu nie była jeszcze całkiem klarowna. Co więcej każdy profesor posiadał własną bibliotekę, która mu całe życie towarzyszyła. Münchhausen wykorzystał ten fakt przy powołaniu nowych profesorów i sprowadzał kandydatów ze szczególnie bogatymi zbiorami książek. Jak donosi w 1787 roku Samuel Christian Hollmann, pierwszy profesor filozofii na uniwersytecie w Getyndze i zarazem pierwszy kronikarz, obywatele Getyngi na widok wozów pełnych książek, które przybyły do miasta z nowo nominowanymi profesorami sądzili, że teraz ruszy uniwersytet. Każdego roku Münchhausen wydawał wysoką sumę na dalszy rozwój biblioteki. Decyzje dotyczące zakupów podejmowano w Hanowerze, gdzie Gesner i jego koledzy profesorowie z Getyngi wysyłali swoje propozycje. Książki były kupowane na aukcjach w kraju i za granicą, w szczególności w Londynie, który był wówczas centrum handlu książkami. Rozległe powiązania naukowe Gesnera z europejskimi uczonymi zaowocowały licznymi nowymi nabytkami w formie podarunków, między innymi jednym z podarunków było pełne wydanie pism kardynała Angelo Maria Quirini († 1755), biskupa Brescii i późniejszego kierownika Biblioteki Watykańskiej. Chociaż nie przekazano żadnych danych o przyroście biblioteki za czasów Gesnera, jej stan w roku jego śmierci oszacowano na ponad 50.000 tomów.

### Regulamin szkolny Gesnera dla księstwa Brunszwik-Lüneburg
W 1738 roku Gesner opublikował na polecenie króla Jerzego II Hanowerskiego regulamin szkolny dla księstwa Brunszwik-Lüneburg, do którego były dołączone postanowienia o placówce seminarium filologicznego na uniwersytecie w Getyndze. Nadrzędnym celem regulacji było ustalenie standardu kształcenia uniwersyteckiego i w następstwie tego zagwarantowanie jednakowego poziomu wykształcenia wszystkich uczniów przy rekrutacji na uniwersytet(„[...] aby wprowadzić powszechną jednorodność w nauczaniu, a szkoły mogłyby harmonizować z przyszłymi Studiis Academicis.”). Kontrola szkół została zlecona każdorazowemu profesorowi retoryki na uniwersytecie w Getyndze, czyli Gesnerowi i jego następcom – był to stały dodatkowy urząd inspektora szkolnego dla gimnazjów księstwa Brunszwik-Lüneburg.
Całe życie szczególny nacisk kładł Gesner na walkę przeciw praktykowanej w tym czasie mechaniczno-drobiazgowej metodzie nauczania łaciny i greki, której przeciwstawił swoją nowo rozwiniętą metodę „kursorycznego czytania”. Zamiast badania wciąż na nowo poszczególnych fragmentów tekstu pod względem merytorycznym i gramatycznym, Gesner opowiadał się za ciągłym nie przerwanym uczonym objaśnieniem lektur biorąc pod uwagę zawartość treści. Pisał: „Przy tej okazji pouczać także młodych […], żeby nie byli oni przez jedną czy drugą występującą trudność strapieni lub zmęczeni, lecz kontynuowali tylko czytanie, bo zwykle to, co wydaje się trudne na początku, przy kontynuacji przez piszącego samo się wyjaśni i stanie się wyraźne”. Z tą nową koncepcją nauczania języka wprowadził Gesner nową erę w historii pedagogiki gimnazjalnej.
Obok reformy nauczania łaciny i greki wskazał także kierunek i zainicjował założenie filologicznego seminarium na uniwersytecie w Getyndze. Była to pierwsza instytucja tego rodzaju i stał się wzorem dla wszystkich późniejszych seminariów filologicznych. Także tutaj idee Gesnera były innowacyjne i w różnych odmianach działają do dzisiaj. Seminarzyści powinni według możliwości już podczas studiów zebrać praktyczne doświadczenie pedagogiczne w zorganizowanym na własną odpowiedzialność prywatnym nauczaniu i te umiejętności w gimnazjum w Getyndze pogłębiać przez niezależne próby nauczania:
193. Aby seminarzyście mogli mieć możliwość, sami rękę przyłożyć do dzieła i zaczęli ćwiczyć to czego się nauczyli: powinni być upominani, żeby oni sami chętnie z dziećmi, które znają lub mogą poznać, obcowali, ich miłość i zaufanie starali się pozyskać: aby mieli radość z tego sprawdzenia się, powiedzieć im coś dobrego i gdy się zastanowią nie widzieli w tym aktualną tylko wygraną, lecz że przez to umożliwią, przyszły dobrobyt republiki i ich własne szczęście.
194. Jednocześnie dyrektor szkoły w Getyndze był poinstruowany, że tych z seminarzystów przedstawionych mu przez inspektorów dopuścił do pewnych informacji w pomyślanej szkole i po znalezieniu im jakiejś klasy zlecił im godziny i lekcje [...]
Jako szczególny bodziec wszyscy seminarzyście mieli zapewnione stypendium przez Jerzego II Hanowerskiego, aby „przez to dostali więcej chęci, i przygotowali się dla wykorzystania ich dla republiki”.

### „Dobrowolne i poprawne” – Niemieckie Towarzystwo
W 1727 roku Johann Christoph Gottsched z założeniem „Niemieckiego Towarzystwa” w Lipsku utworzył towarzystwo językowe na wzór „Akademii Francuskiej”. Podczas cotygodniowych spotkań, jego członkowie przedstawiali nowe i często napisane na określone okoliczności, jak jubileusze, urodziny etc. próbki tekstów, omawiali i oceniali je. Celem krytyki była dbałość o czystość języka niemieckiego (Hochdeutsch) i przy tym świadome unikanie gwary i obcojęzycznych wyrazów. Po przejściu ocen i poprawek tekst został wpisany do zbioru tekstów towarzystwa.

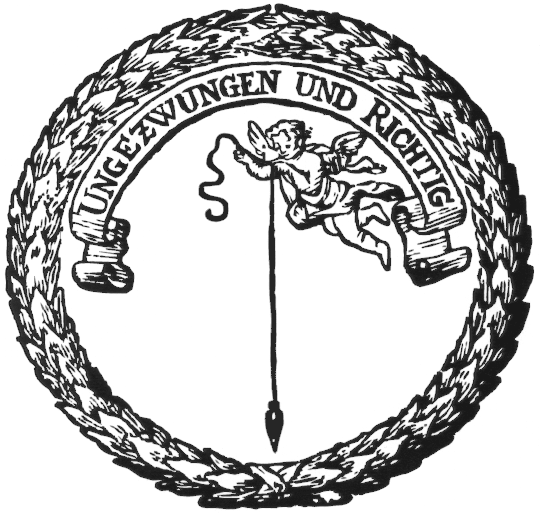
Emblemat założonego przez Gesnera Niemieckiego Towarzystwa w Getyndze

Już wkrótce po jego założeniu Lipskie Niemieckie Towarzystwo stało się znaną ponadregionalną instytucją, a jego przewodniczący Gottsched poszukiwanym arbitrem w językowych i literackich kwestiach. Liczba członków towarzystwa szybko rosła i do 1775 roku doszło do powstania ponad 30 towarzystw córek, których sieć pokryła cały obszar niemieckojęzyczny.
Już w 1735 roku zaproponował Johann Lorenz von Mosheim, który w tym czasie był prezydentem Lipskiego Towarzystwa von Münchhausenowi założenie w Getyndze siostrzanego towarzystwa, jednak jego propozycja spotkała się z małym oddźwiękiem. Po powołaniu Gesnera i przez niego utworzonego seminarium filologicznego sytuacja się zmieniła: Gesner był odpowiednim prezydentem i seminarzyści wchodzili w rachubę jako możliwi członkowie Niemieckiego Towarzystwa. 18 sierpnia 1738 roku został podpisany statut założycielski, a 13 lutego 1740 roku otrzymało towarzystwo oficjalne królewskie zatwierdzenie przez Jerzego II Hanowerskiego i po propozycji Gesnera organizacyjną pieczęć.
Od jego założenia aż do 1755 roku towarzystwo pozyskało przeszło 500 członków, przy czym na początku duży udział stanowiła szlachta.
Niemieckie Towarzystwo w Getyndze w przeciwieństwie do Lipskiego Towarzystwa publikowało swoje teksty, a spotkania odbywały się regularnie w każdy piątek późno po południu. Gesner był jego przewodniczącym aż do śmierci, później stanowisko to nigdy już nie było obsadzone. Z przerwą podczas wojny siedmioletniej Niemieckie Towarzystwo w Getyndze przetrwało do 1791 roku, tj. do jego rozwiązania.

### Novus Thesaurus
Już między 1726 i 1753 Gesner pracował nad poprawą nowego wydania opublikowanego przez Basiliusa Fabera w 1571 roku Thesaurus eruditionis scholasticae, który należał do najczęściej drukowanych leksykonów czasów nowożytnych. W 1733 roku Gesner po raz pierwszy zastanawiał się nad całkowicie nowym zredagowaniem leksykonu języka łacińskiego i jego dokończenie oszacował na okres trzech lat. Gdy pojawił się w 1749 roku czterotomowy Novus Linguæ Et Eruditionis Romanae Thesaurus, przedstawiał on wynik dwunastoletniej pracy. Leksykon Gesnera różnił się przede wszystkim w trzech punktach od leksykonów jego poprzedników: W jego wyborze słownictwa ograniczył się do antycznych źródeł i wszystkie średnio i nowo łacińskie wyrazy odrzucił. Ponadto zaprezentował łacińskie wyrazy – z przekonaniem, że znaczenie musi wynikać z oryginalnych dokumentów – a nie z niemieckojęzycznych odpowiedników.
Ostatecznie nałożył wewnętrzną budowę artykułów surowo chronologicznie według słów i znaczeniowo historycznego rozwoju. Redaktorzy leksykonu pod nazwą „Münchener Thesaurus” znanego akademickiego projektu do przygotowania nowego wielkiego leksykonu języka łacińskiego oceniają pracę Gesnera jako tak znaczącą, że oni go wspomnieli w słowie wstępnym wydanego w 1900 roku pierwszego tomu jako jedynego z poprzedników obok Egidio Forcellini, twórcy Totius Latinitatis Lexicon.

### Ostatnie lata

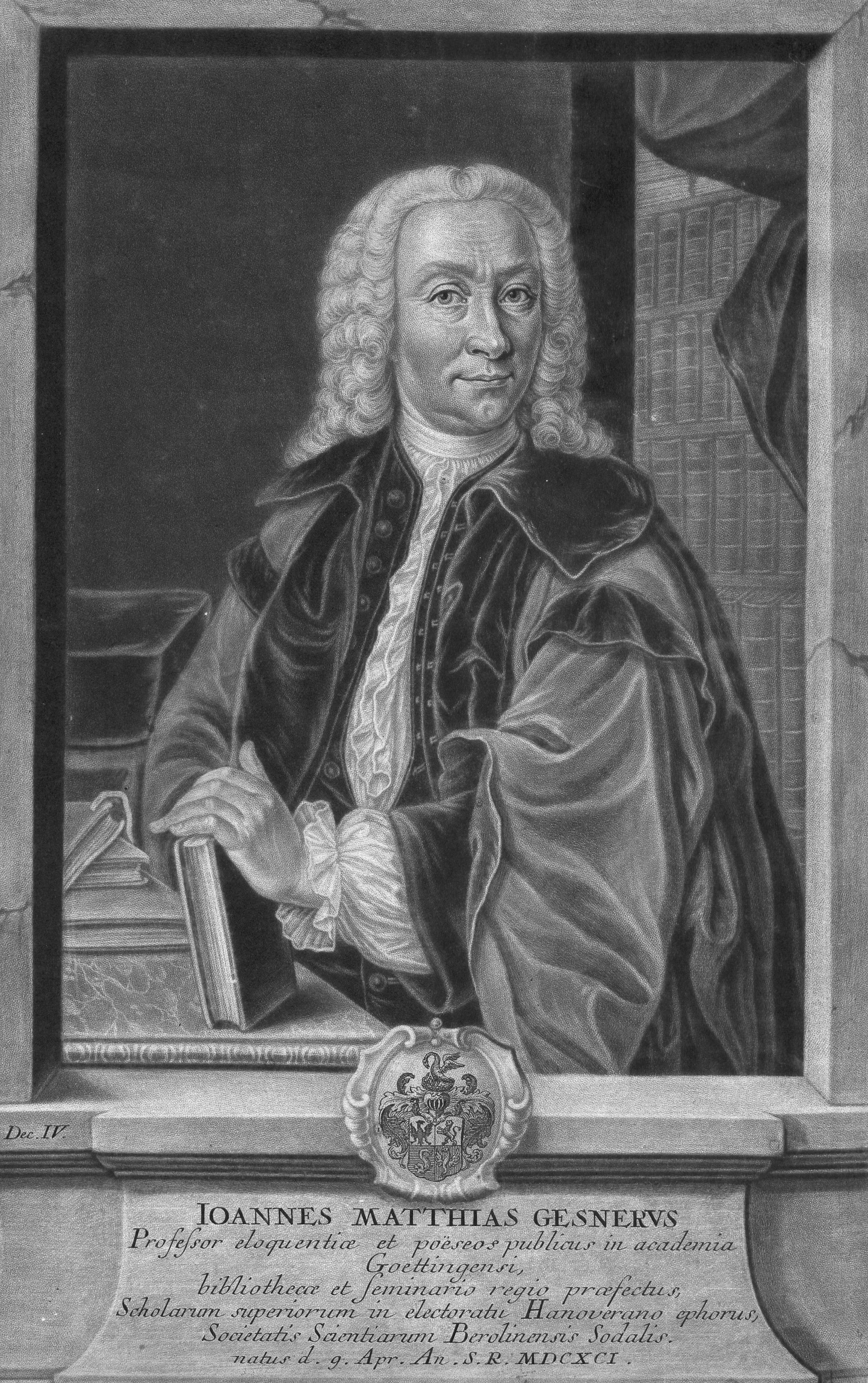
Gesner około 1750 roku, Rycina Christiana Nikolausa Eberlein

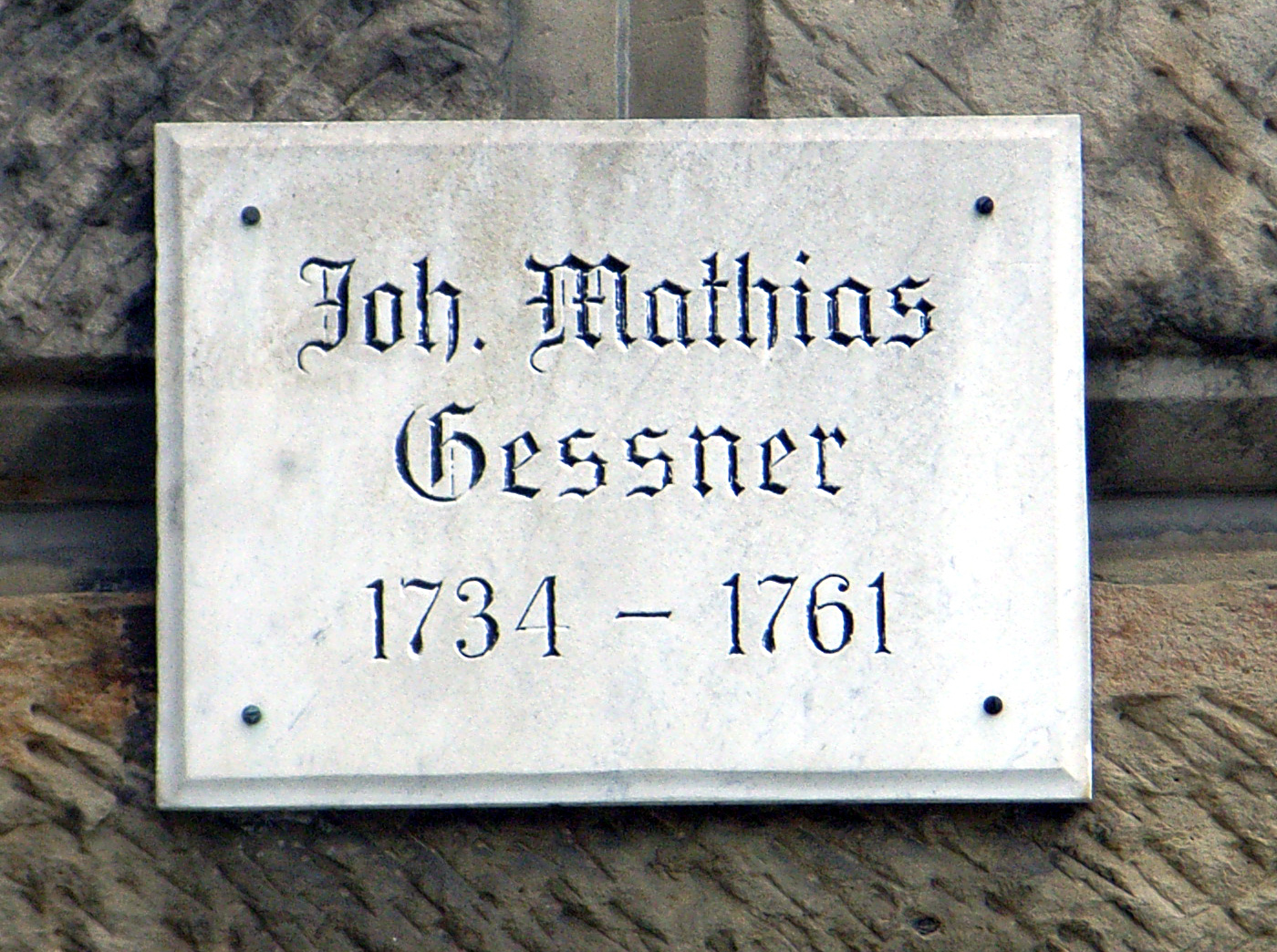
Getynga Tablica pamiątkowa

W roku 1751 Jerzy II Hanowerski ufundował „Królewskie Towarzystwo Nauki w Getyndze”, które jest dzisiaj trzecią z najstarszych niemieckich akademii po Berlinie (1700r.) i Lipsku(1704r.). Jej pierwszym prezydentem został Albrecht von Haller, a Gesner otrzymał urząd pierwszego sekretarza klasy historyczno-filologicznej. W 1753 roku po odejściu Hallera z Getyngi, Gesner został jego następcą.
17 lutego 1756 roku Gesner został nominowany przez Jerzego II Hanowerskiego za jego zasługi na doradcę dworu.
W świecie naukowym był w tym czasie bardzo szanowany. Brytyjski lekarz Anthony Askew, który był jednym z licznych korespondentów Gesnera, pisał o nim: „Talem neminem vidi!”: „Takiego człowieka jeszcze nie widziałem”.
Gesner zmarł 3 sierpnia 1761 roku w wieku 70 lat w Getyndze. W przemówieniu nad grobem jego przyjaciel i kolega, teolog i orientalista Johann David Michaelis powiedział: „nie przeminęła nasza prywatna własność, lecz publiczna, całych Niemiec i Europy”.

## Twórczość (wybór)
- Philopatris dialogus Lucianeus (1714)
- Institutiones rei scholasticæ (1715) (Digitalisat in der Digitalen Bibliothek Mecklenburg-Vorpommern)
- Chrestomathia Ciceroniana (1717)
- Chrestomathia Pliniana (1723)
- Edition des 1571 erstmals von Basilius Faber veröffentlichten Thesaurus eruditionis scholasticae (1726ff.)
- Scriptores rei rusticæ (1735)
- Schul-Ordnung vor die Churfürstl. Braunschweig-Lüneburgische Lande (1738)
- Edition der Institutio oratoria Quintilian (1738)
- Opuscula minora varii argumenti (1743–1745)
- Index etymologicus latinitatis (1749)
- Novus linguæ et eruditionis romanae thesaurus (1749)
- Primæ lineæ isagoges in eruditionem universalem (1756)
- Thesaurus epistolicus Gesnerianus (1768–1770, posthum von Christian Adolf Klotz veröffentlicht)
- Vegetii Renati Artis veterinariae sive mulomedicinae libri quatuor, Mannheim 1781